# 范中霖宅院
范中霖宅院，位于中国山西省晋中市平遥县平遥古城上西门内南街38号。
范宅是典型的晚清四合院建筑，保存完好。1940年，范中霖（1902—1964）与兄长范中培、范中增一起买下此院。宅院坐南朝北，二进，占地面积1106平方米。中轴线上由北至南依次建有北房带院门、二门楼、中厅、正房。正房二层，下窑上楼式，富丽堂皇。后院200余平方米。东侧另有偏院近千余平方米。
1994年12月28日，范中霖宅院公布为平遥县文物保护单位。。目前后人在此经营范宅客栈，并设永源昌布庄历史展览。